# Jesse McCartney
Jesse A. McCartney (* 9. dubna 1987) je americký zpěvák a herec. Proslavil se jako člen chlapecké kapely Dream Street (r. 2000), poté z kapely odešel a dal se na sólovou dráhu, zúčastnil se natáčení amerického seriálu Kalifornské léto a natočil své první album – Beautiful Soul. Další album Right Where You Want Me vydal v září 2006. Třetím albem v pořadí bylo Departure, které vyšlo v květnu 2008. Čtvrté album Have it all bylo vydáno v roce 2012. Po filmech jako Keith, Alvin a Chipmunkové, Pizza a dalších roku 2012 účinkoval v jedné z hlavních rolí hororu Černobylské deníky.

## Osobní život
McCartney se narodil v New Yorku. Jeho prarodiče, Dick a Joyce Saberovi, jsou z Kalifornie. Jesse je skotského, irského a anglického původu a je křesťan. V roce 1998 se přestěhovali do Ardsley v New Yorku, kde Jesse vyrůstal a žil do roku 2004. Má bratra Timmothyho (Timmy) Glovera Marka McCartneyho a sestru Leu McCartney.
Jesse McCartney rád sportuje, miluje např. baseball, bowling a surfing (který se naučil v době natáčení Summerlandu).
Do léta roku 2007 chodil s Katie Cassidy.

## Hudební kariéra
Ve dvanácti letech se Jesse přidal do chlapecké kapely Dream Street (2000–2002); tuto zkušenost ohodnotil jako dobré „odrazové místo“ pro svoji sólovou kariéru. S jejich debutovým albem získali zlaté ocenění. Skupina se později rozpadla a Jesse začal jezdit s Aaronem Carterem. Od šestnácti let pracoval s muzikanty Dillon Kondor (kytara), Peter Chema (bassy), Katie Spencer (klávesy), Alex Russek (bicí), Karina LaGravines (vokály) a Sharisse Francisc (druhý hlas v pozadí) pod vedením Ginger McCartney a Sherry Goffin Kondor, producentkou jeho prvního alba Beautiful Soul.
McCartney vydal v roce 2003 svou první desku s názvem JMac. Album obsahovalo tři songy – „Beautiful Soul“, „ Don't You“ a Why don't „You Kiss Her?“. V roce 2004 zazpíval duet s Anne Hathawayovou „Don't Go Breaking My Heart“, který byl uveden pro Ella Enchanted Soundtrack.
Jeho prvním debutovým albem se stal „Beautiful Soul“, na kterém pracoval dva roky; prodávat se začalo 28. září 2004. V České republice se objevilo v létě příštího roku. Album obsahovalo 4 songy (12 + 1 bonus), které si Jesse sám napsal. Na AOL Music získalo 2 místo a dobře si vedl i videoklip „Beautiful Soul“ v MTV Total Request Live, v TOP 10 byl 5x volen, vrcholu dosáhl 4×.
Za album Beautiful Soul získal platinové ocenění, prodalo se ho více než 1,5 miliónů kusů.
Jesseho první sólový Tour, zvaný Beautiful Soul (se spoluprací herečky a textařky Brie Larson), začal 2. května 2005 v Crest Theatre v Sacramentu v Kalifornii. Po USA objezdil 56 zastávek, skončil 10. září v Madera District County Fair v Madera, Kalifornie.
Nejlepší koncert pro něj byl v New Jersey. Představil tam poprvé svůj nově složený band z Dory Lobel (kytara), Zane Carney (kytara), Andre De Santanna (bassy), Mitchell Yoshida (klávesy), Karen Teperberg (bicí), Margeaux „JoJo“ Fernandez (hlas v pozadí) a Julii Dickens (druhý hlas v pozadí). Představení z 9. července v Paramount's Great America, Santa Clara, Kalifornie bylo natočeno jako jeho první hudební DVD, které vyšlo v listopadu 2005.

## Herecká kariéra
Jako první se objevil v televizním seriálu All My Children (1998–2001). Byl nominován na cenu Daytime Emmy v kategorii talentovaného mladého seriálového herce za roli J. R. Chandlera (dvě nominace v roce 2001 a 2002). V roce 2004–2005 hrál Bradina Westerlyho v seriálu Kalifornské léto. Téhož roku nafotil módní fotky pro značku Abercrombie & Fitch.
Jesse McCartney hrál také ve filmu Keith z roku 2007. Propůjčil svůj hlas postavě Roxas v americké počítačové hře Kingdom Hearts II a hlas Petra v animovaném filmu Zvonilka. Namluvil také postavy ve filmech Horton nebo Alvin a Chipmunkové.
Ve 12. zářijovém díle All My Children představil svůj nový song Right Where You Want Me.
V roce 2012 byl do kin uveden horor Černobylské deníky, natáčený v Pripjati na Ukrajině, kde hrál jednu z hlavních rolí. Od roku 2014 se objevoval v roli Coopera v seriálu stanice Freeform Mladí a hladoví.

## Charita
Část zisku ze světové tour Beautiful Soul daroval na fondy pro živelní pohromy; namluvil rádiovou reklamu pro kampaň „Děti pro Ameriku bez drog“, je spojenec Dětské výzkumné nemocnice St. Juda; zapojil se do SPACE charity, jejíž zakladatel je starý přítel jeho matky.

## Filmografie

### Film
| Rok  | Název                                                 | Role                    | Poznámky   |
| ---- | ----------------------------------------------------- | ----------------------- | ---------- |
| 2001 | The Pirates of Central Park                           | Simon Baskin            |            |
| 2001 | Dream Street Live                                     | Sám sebe                |            |
| 2002 | The Biggest Fan                                       | Sám sebe                |            |
| 2005 | Pizza                                                 | Justin Bridges          |            |
| 2005 | Jesse McCartney Up Close                              | Sám sebe                |            |
| 2005 | Jesse McCartney Live: The Beautiful Soul Tour         | Sám sebe                |            |
| 2007 | Alvin a Chipmunkové                                   | Theodore Seville (hlas) |            |
| 2008 | Horton                                                | JoJo (hlas)             |            |
| 2008 | Bajky naruby - 3 prasátka a nemluvně                  | Lucky (hlas)            |            |
| 2008 | Keith                                                 | Keith Zetterstrom       |            |
| 2008 | Zvonilka                                              | Terence (hlas)          |            |
| 2009 | Jesse McCartney: Live at the House Blues Sunset Strip | Sám sebe                |            |
| 2009 | Zvonilka a ztracený poklad                            | Terence (hlas)          |            |
| 2009 | Alvin a Chipmunkové 2                                 | Theodore Seville (hlas) |            |
| 2010 | Beware the Gonzo                                      | Gavin Reilly            |            |
| 2010 | Zvonilka a velká záchranná výprava                    | Terence (hlas)          | Voice role |
| 2011 | Tinker Bell and the Pixie Hollow Games                | Terence (hlas)          | Voice role |
| 2011 | Alvin a Chipmunkové 3                                 | Theodore Seville (hlas) |            |
| 2012 | Tinker Bell: Secret of the Wings                      | Terence (hlas)          | Voice role |
| 2012 | Černobylské deníky                                    | Chris                   |            |
| 2013 | Campus Life                                           | Ari                     |            |
| 2013 | Wings                                                 | Cyclone (hlas)          |            |
| 2014 | Zvonilka a piráti                                     | Terence (hlas)          |            |
| 2014 | Alpha and Omega 3: The Great Wolf Games               | Fleet (hlas)            |            |
| 2014 | The Clockwork Girl                                    | Huxley (hlas)           |            |
| 2014 | Wings: Sky Force Heroes                               | T-Bone (hlas)           |            |
| 2015 | 88                                                    | Winks                   |            |
| 2015 | Alpha and Omega: Family Vacation                      | Fleet (hlas)            |            |
| 2015 | Campus Code                                           | Ari                     |            |
| 2015 | Alvin a Chipmunkové: Čiperná jízda                    | Theodore Seville (hlas) |            |

### Televize
| Rok       | Název                                     | Role                | Poznámky                           |
| --------- | ----------------------------------------- | ------------------- | ---------------------------------- |
| 1998–2001 | All My Children                           | JR Chandler         | hlavní role, 11 dílů               |
| 2000      | Zákon a pořádek                           | Danny Driscoll      | díl: „Thin Ice“                    |
| 2002      | The Strange Legacy of Cameron Cruz        | Cameron Cruz        | neprodaný televizní pilotní díl    |
| 2004      | Co mám na tobě ráda                       | Himself             | díl: „Život není jednoduchý“       |
| 2004–2005 | Kalifornské léto                          | Bradin Westerly     | hlavní role, 26 dílů               |
| 2005      | Sladký život Zacka a Codyho               | Sám sebe            | díl: „Přijela rocková hvězda“      |
| 2005      | Napálené celebrity                        | Sám sebe            | 2 díly                             |
| 2006      | Celebrity Duets                           | Sám sebe/účinkující |                                    |
| 2007      | Hannah Montana                            | Sám sebe            | díl: „Když si přeješ být hvězdou“  |
| 2008      | Extreme Makeover: Home Edition            | Sám sebe            | díl: „The Gilyeat Family“          |
| 2008      | Zákon a pořádek: Útvar pro zvláštní oběti | Max Matarazzo       | díl: „Babes“                       |
| 2009      | Greek                                     | Andy                | vedlejší role (2. řada), 6 dílů    |
| 2010–2018 | Young Justice                             | Dick Grayson (hlas) | hlavní role                        |
| 2011      | Locke & Key                               | Tyler Locke         | neprodaný televizní pilotní díl    |
| 2012      | Kriminálka Las Vegas                      | Wes Clyborn         | díl: „Vidět rudě“                  |
| 2013      | Ben a Kate                                | kluk z vysoké školy | díl: „Ethics 101“                  |
| 2013      | Army Wives                                | Tim Truman          | hlavní role (7. řada), 10 dílů     |
| 2013      | Fly or Die                                | Sám sebe            | cameo                              |
| 2014      | Expecting Amish                           | Josh                | TV film                            |
| 2014–2015 | Mladí a hladoví                           | Cooper Finley       | vedlejší role (1.–2. řada), 7 dílů |
| 2016      | Živí mrtví: Počátek konce                 | Reed                | 2 díly                             |
| 2016      | Talking Dead                              | Sám sebe/host       |                                    |
| 2016      | Closer: Nové případy                      | Tucker              | díl: „Present Tense“               |

## Diskografie

### Alba a EP
- In Technicolor (2014)
- In Technicolor (Part 1) (2013)
- Live At the House of Blues, Sunset Strip (2009)
- Leavin' (Remixed) (2009)
- It's Over (2009)
- Departure (2008)
- Leavin' (2008)
- Right Where You Want Me (2006)
- Live: The Beautiful Soul Tour (2005)
- Off the Record (2005)
- Beautiful Soul (2004) – platinové ocenění
- JMac (2003)

### Singly
- „Punch Drunk Recreation“ (2014)
- „Superbad“ (2014)
- „Back Together“ (2013)
- „Shake“ (2010)
- „Body Language“ (2009) feat. T-Pain
- „How Do You Sleep?“ (2009) feat. Ludacris
- „It's Over“ (2008)
- „Leavin'“ (2008)
- „Just So You Know“ (2006)
- „Right Where You Want Me“ (2006)
- „Because You Live“ (2005)
- „Get Your Shine On“ (2005)
- „She's No You“ (2005)
- „Beautiful Soul“ (2004)

### Písně ze společných alb
- „Good Life“ (Stuck in the Suburbs soundtrack)
- „Best Day Of My Life“ (Moderní popelka Soundtrack)
- „Beautiful Soul“ (remix ze Soundtracku Moderní popelka)
- „Winter Wonderland (Radio Disney Jingle Jams)
- „One Way Or Another“ (Radio Disney Jingle Jams)
- „Don't Go Breakin' My Heart“ (duet s Anne Hathawayovou na Ella Enchanted Soundtrack)
- „Crushn'“ (Lizzie McGuire: Total Party!)
- „The Second Star to the Right“ (Disneymania Vol. 2)
- „When You Wish Upon a Star“ (Disneymania Vol. 3)
- Get Your Shine On“ (Summerland soundtrack)
- „She's No You“ (Neptune's Remix)
- „I'll Try“ (Disneymania Volume 4)
- „Up“ (Let's Dance 3D soundtrack)

### Hudební videa
- Leavin' videoklip
- Just So You Know videoklip
- Right Where You Want Me videoklip
- Right Where You Want Me -verze pro Disney Channel s upraveným textem.
- What's Your Name? – na Live DVD.
- Beautiful Soul videoklip
- Beautiful Soul – Disney verze
- Beautiful Soul – z Live DVD
- Because You Live videoklip
- Because You Live – s klipy z filmu Deník Princezny 2
- Because You Live – z Live DVD
- Because You Live – Disney verze
- Get Your Shine On Live videoklip
- Get Your Shine On – Disney verze
- Without You
- She's No You Live
- She's No You speciálně pro Warner Bros. – videoklip
- Good Life videoklip (Disney verze)
- Good Life Live

## Ocenění a nominace
- American Music Awards – Nominace pro Nejlepšího nováčka (2005)
- Soap Opera Digest Award – Nomination as Outstanding Child Actor (2001)
- Daytime Emmy – Outstanding Younger Actor in a Drama Series, two-time nominee (2001 and 2002)
- Young Artist Award – Best Performance in a Daytime TV Series – Young Actor, two-time winner (2001 and 2002)
- Grammy Awards – Nominace alba Sugar Beats (1998, 1999, 2000)
- Kids Choice Awards Award – Oblíbený zpěvák (2006)
- MTV Video Music Awards – Nominace na nejlepší popové video (Beautiful Soul) (2005)
- Radio Disney Music Awards – Nejlepší zpěvák (2005)
- Radio Disney Music Awards – Nejelešpí karaoke píseň (2005)
- Radio Disney Music Awards – Best Song to Put on Repeat (2005)
- Teen Choice Awards – zpěvák (2005)
- Teen Choice Awards – Choice Breakout Artist – Male (2005)
- Teen Choice Awards – Choice Crossover Artist (2005)